# Veronica parvifolia
Veronica parvifolia är en grobladsväxtart som beskrevs av Vahl. Veronica parvifolia ingår i släktet veronikor, och familjen grobladsväxter. Inga underarter finns listade i Catalogue of Life.